# Анвар Ібрагім
Анвар бін Ібрагім (малай. Anuar bin Ibrahim; нар. 10 серпня 1947, Cherok Tok Kund, Central Seberang Peraid, Пенанг, Малайзія) — державний та політичний діяч Малайзії, 10-й прем'єр-міністр Малайзії.

## Біографія

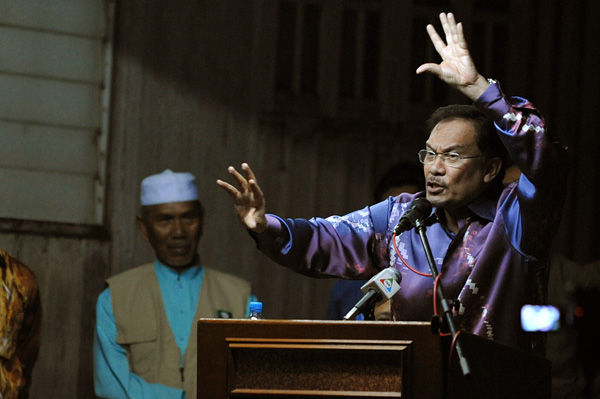
Анвар Ібрагім під час виборчої кампанії

Народився сім'ї державного службовця. Батько Ібрагім Абдул Рахман був членом парламенту та парламентським секретарем міністерства охорони здоров'я. Мати Че Ян Хуссейн — активна діячка жіночої організації ОМНО. Випускник Університету Малайя (1972).
Свою політичну кар'єру розпочав ще у студентські роки. З 1968 по 1971 роки він був президентом Національної асоціації студентів-мусульман Малайзії (малай. Persatuan Kebangsaan Pelajar Islam Malaysia - PKPIM), а також активним членом Товариства малайської мови Університету Малайя (малай. Persatuan Bahasa Melayu Universiti Malaya - PBMUM) — студентського руху за малайську мову. У 1974—1982 роках очолював створену ним організацію «Молоде покоління мусульман Малайзії» (малай. Angkatan Belia Islam Malaysia - ABIM), що примикала до Ісламської партії. У 1974—1976 роках ув'язнений на підставі Закону про внутрішню безпеку за організацію студентських протестів проти злиднів і голоду. У листопаді 2022 року обраний прем'єр-міністром Малайзії.

## Державна діяльність
У 1982 році Анвар Ібрагім різко змінив свої політичні погляди і вступив в партію Махатхіра Мохамада — Об'єднану малайську національну організацію (ОМНО). На виборах того ж року його обрано членом парламенту. 1984 року очолив молодіжне крило ОМНО, а 1986 року став віце-президентом партії.
1983 року призначений міністром культури, у справах молоді та спорту, 1984 року — міністром сільського господарства, 1986—1990 був міністром освіти. За його ініціативи у школах та засобах масової інформації почалося впровадження стандартної вимови малайської мови, близької до вимови індонезійської мови.
У 1990 році став міністром фінансів, а з 1993 року і заступником прем'єр-міністра.

## Усунення від влади. Перша кримінальна справа
У 1998 році журнал Newsweek назвав Анвара Ібрагіма «азіатом року», але в цьому ж році розбіжності між прем'єр-міністром і заступником досягли кульмінації.
На Генеральній асамблеї ОМНО були висунуті звинувачення у корупції та кумівстві, а також набула поширення книга «50 причин, чому Анвар не може стати прем'єр-міністром». Одним із тверджень, що містяться в книзі, було твердження про гомосексуальність Анвара Ібрагіма. За результатами перевірки даних книги поліцією, в 1999 Анвар Ібрагім був засуджений за корупцію і за гомосексуальність до 15 років ув'язнення.
2003 року в Малайзії змінився уряд. Звинувачення в корупції з Ібрагіма були зняті, а ще через рік звинувачення в гомосексуальних актах були також визнані недійсними, і його було звільнено.

## Лідер опозиції
Після звільнення став радником створеної його дружиною Ван Азізою Ван Ісмаїл Партії народної справедливості. 26 серпня 2008 року обраний на проміжних виборах членом парламенту та став лідером опозиції. Анвар Ібрагім не міг брати участь у загальних виборах, що відбулися у березні 2008 року, оскільки на той час ще не минув п'ятирічний термін після його звільнення з в'язниці, протягом якого він за законом не мав права балотуватися кандидатом у члени парламенту. На виборах 5 травня 2013 року знову обрано членом малайзійського парламенту.

## Друга кримінальна справа
Після того, як у 2008 році партія Анвара Ібрагіма отримала велику кількість голосів на виборах, 23-річний помічник політика Сайфул Мухаммад Азлан звинуватив Анвара Ібрагіма у домаганнях і проти нього знову було порушено кримінальну справу. На судових слуханнях лідер опозиції відкидав звинувачення у гомосексуальності, називаючи це низькою спробою підірвати його репутацію в країні. Тільки в 2012 році звинувачення було знято, але звільнення затьмарилося тим, що прогриміли 3 вибухи на знак протесту проти звільнення Анвара Ібрагіма. 8 березня 2013 року батько Сайфула заявив, що «Анвар не винний і став жертвою політичної змови».
Однак у березні 2014 року суд задовольнив апеляцію Сайфула, визнав Анвара Ібрагіма винним та засудив його до п'яти років ув'язнення. Він також подав апеляцію. В очікуванні рішення він залишався на волі, але не міг брати активну участь у політичному житті, зокрема йому довелося зняти свою кандидатуру на виборах у штаті Селангор. Гомосексуальні зв'язки в Малайзії є кримінальним злочином і караються тюремним строком до 20 років, проте ця стаття застосовується вкрай рідко.
10 лютого 2015 року Верховний суд Малайзії підтвердив вирок Анвару Ібрагіму.

## Визволення
У травні 2018 року після перемоги опозиційного блоку «Альянс надії», до якого входить і Партія народної справедливості, його було звільнено рішенням Верховного правителя про помилування. Обраний головою Партії народної справедливості.

## Нагороди
- Головна медаль «До століття Ікбала» від президента Пакистану (1979)
- Нагорода «Помірному мусульманинові» Центру досліджень ісламу та демократії (США, 2005)
- Включення до списку 100 найвпливовіших людей світу журналом «Тайм» (2008 — єдиний із Малайзії)
- Нагорода «За видатний внесок у розвиток демократії» Асоціації мусульман-науковців у галузі суспільних наук (Англія, 2010)

## Родина
Одружений із 1979 року. Дружина Ван Азіза Ван Ізмаїл — президент Партії народної справедливості. Має шістьох дітей. Старша дочка Нурул Іза Анвар — віце-президент Партії народної справедливості.

## Праці
- Anwar Ibrahim. The Asian Renaissance. Times Editions, 1996.